# Hachijō In no Takakura
Hachijō In no Takakura (八条院高倉, 1176 - ?) est une poétesse et courtisane japonaise de la fin de l'époque de Heian et au début de l'époque de Kamakura. Elle appartient à une branche du clan Fujiwara, est la petite-fille de Fujiwara no Michinori et la fille de la nonne bouddhiste Chōken. On pense qu'elle est née d'un adultère.
Elle est servante de la princesse impériale Akiko de Hachijō In, fille de l'empereur Toba. L'empereur retiré Go-Toba distingue son talent en poésie waka et l'invite dans ses cercles poétiques. Il en va de même plus tard avec l'empereur Juntoku. Puis elle se fait moniale bouddhiste et reste recluse dans le temple Hokke-ji de la ville de Nara sous le nom Kūnyo (空如).
Elle participe à plusieurs utaawase (concours de waka) en 1204, 1216, 1217, 1232 et 1237. Quelques-uns de ses poèmes sont inclus dans l'anthologie impériale Shin Kokin Wakashū. Elle compte parmi les trente-six poétesses immortelles et les trente-six poètes immortels du Moyen Âge.